# Compostela (Nayarit)
Pour les articles homonymes, voir Compostela.
Compostela est une municipalité du Nayarit au Mexique.

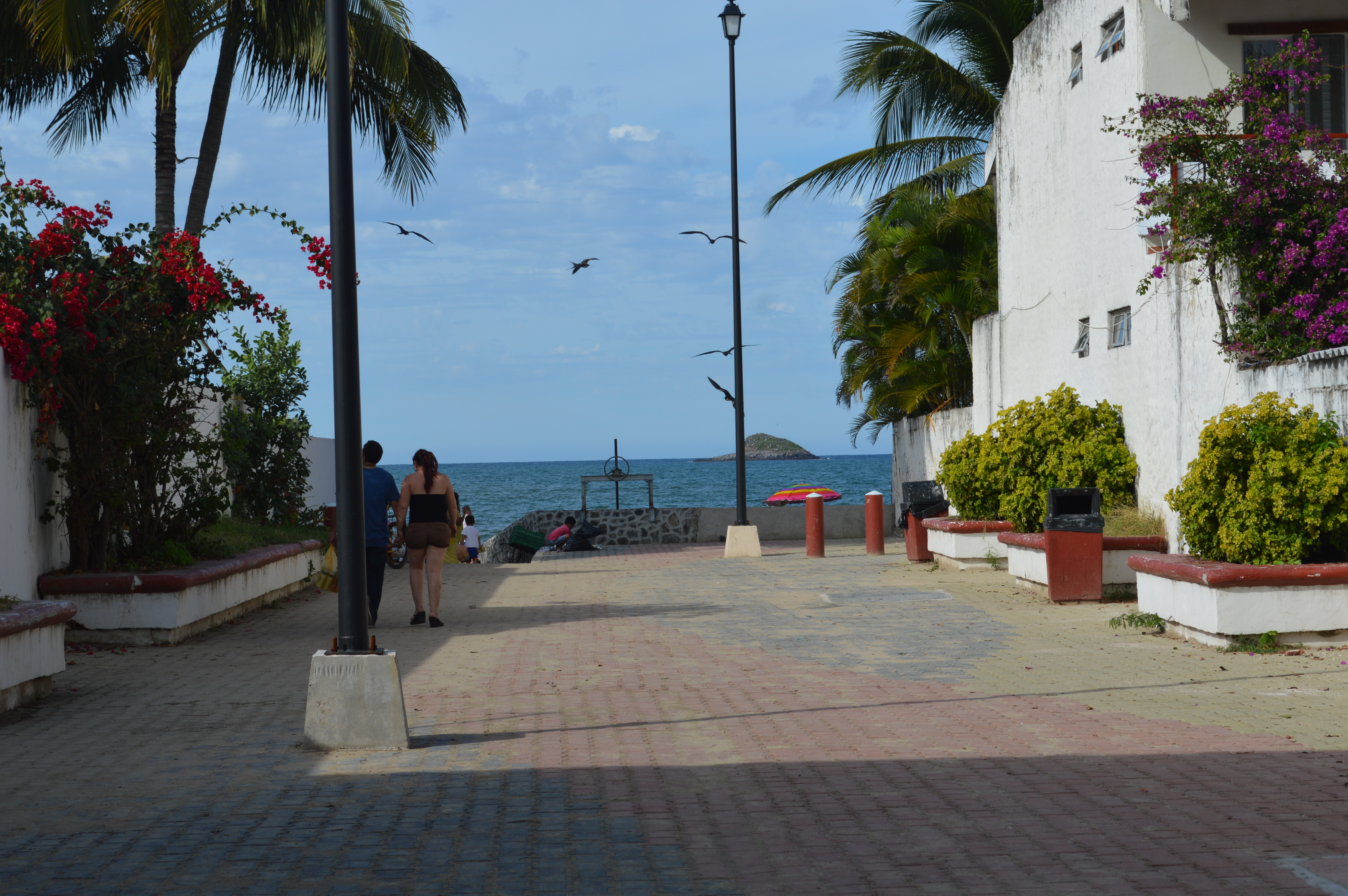
Rincón de Guayabitos

## Histoire
Lors de la fondation de la Nouvelle-Galice le 25 janvier 1531, la ville de Santiago de Galicia de Compostela est désignée sa capitale.